# Nordostrundingen

Nordostrundingen en andere extreme geografische punten op Groenland

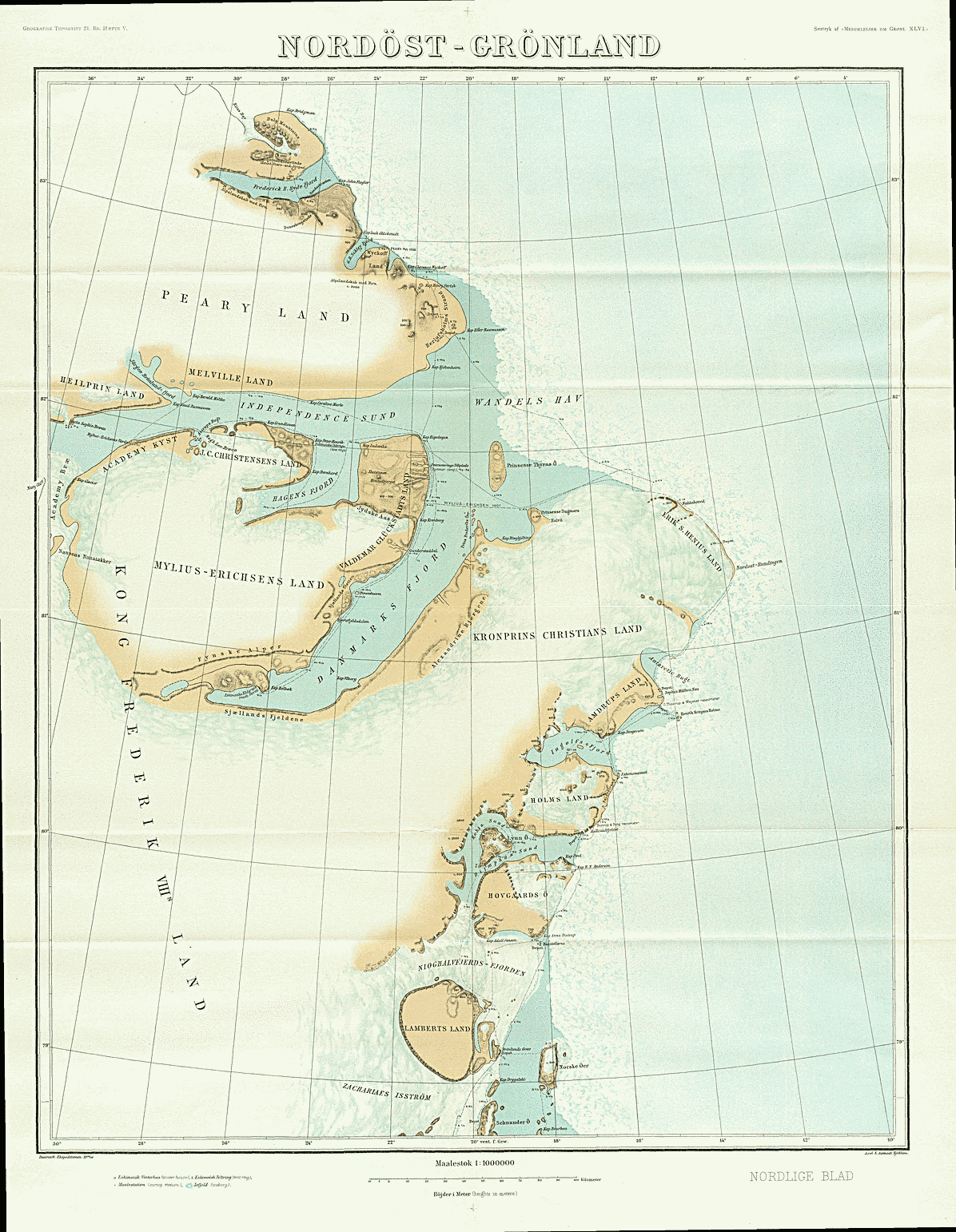
Eerste kaart van Nordostrundingen uit 1911

Nordostrundingen (afgeleid van Deens Nordøstrundingen, letterlijk: de noordoostelijke ronding) is de oostelijkste punt van Groenland en vanuit geologisch perspectief ook van het werelddeel Noord-Amerika, hoewel Groenland politiek gezien tot Europa behoort. De landtong ligt bovendien verder oostwaarts dan IJsland. Nordostrundingen is gesitueerd op het oostelijke uiteinde van het schiereiland Kroonprins Christiaanland, in het nagenoeg onbewoonde en niet tot een gemeente behorende Nationaal park Noordoost-Groenland. Nordostrundingen ligt op 89 kilometer ten oosten van station Nord. Voorheen behoorde de landtong tot het uiterste noordoostelijke deel van het inmiddels opgeheven landsdeel Tunu/Oost-Groenland.
Aan de kust rond Nordostrundingen zijn dikwijls kleine ijsbergen te zien, die afbreken van de gletsjer Flade Isblink en op enige afstand voor de kust vastlopen op de bodem. Grote ijsbergen komen in dit gebied niet voor, hoewel er talrijke actieve gletsjers aanwezig zijn.
Nordostrundingen scheidt de Groenlandzee in het zuiden van de Wandelzee in het noorden. De zeestraat van de Atlantische Oceaan naar de Noordelijke IJszee is genaamd Straat Fram. Aan de overzijde van Straat Fram ligt Spitsbergen op 435 kilometer van Nordostrundingen.
Het gebied wordt beheerd door de hondensledepatrouille Sirius.

## Geschiedenis
Door Europeanen werd Nordostrundingen in augustus 1906 ontdekt en van een naam voorzien tijdens de mislukte Danmark-expeditie onder leiding van Ludvig Mylius-Erichsen, waarvoor sledes werden gebruikt. Tot dan toe was niet bekend dat Groenland op deze locatie zo ver naar het oosten reikt. De expeditie bouwde nabij Nordostrundingen een depot voor de terugkeer alvorens zij zich in twee groepen opsplitste. De ene groep ging naar het Independencefjord, de andere over het zee-ijs naar het Pearyland.
Het gebied werd vervolgens in 1910 bezocht door de Deense Alabama-expeditie, die onder leiding van Ejnar Mikkelsen speurde naar overblijfselen van de Danmark-expeditie, waarbij notities van die voorgaande expeditie gevonden werden.
Niettemin was Nordostrundingen reeds bekend in de Thulecultuur, aangezien er in de omgeving archeologische artefacten zijn ontdekt. Vermoedelijk was Nordostrundingen ook bekend in de Independence I-cultuur, omdat er op ongeveer 80 kilometer westwaarts een archeologische vindplaats van deze cultuur ligt.